# Mikołaj Szydłowiecki (starszy)

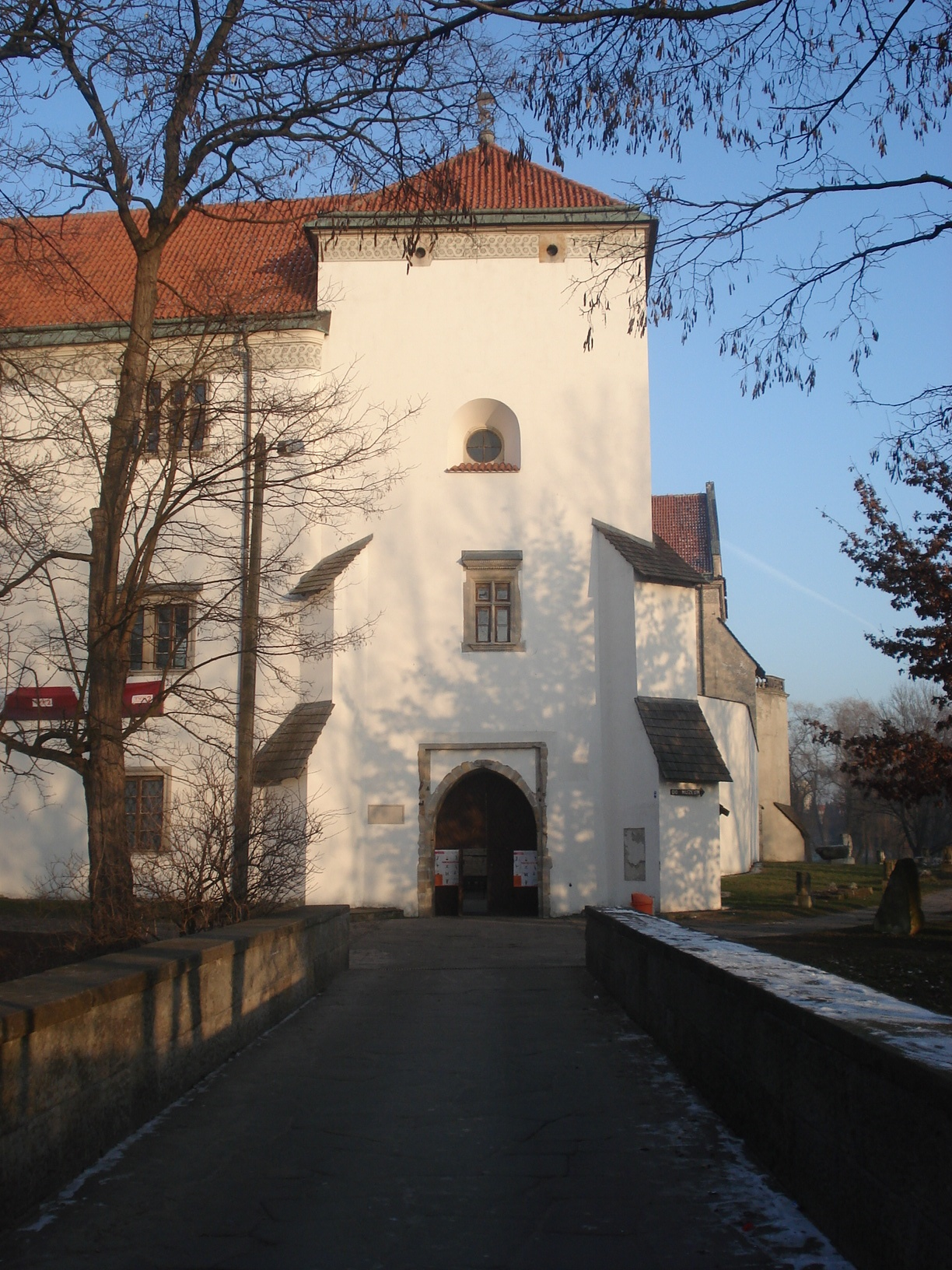
Gotycka wieża bramna ufundowana przez Mikołaja i Stanisława Szydłowieckich, wybudowana w latach 1470 – 1480

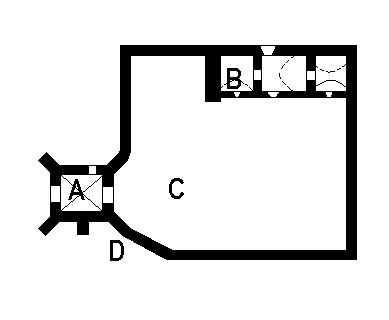
Plan zamku Mikołaja i Stanisława Szydłowieckich z około 1480. Legenda: A – wieża bramna, B – dwór, C – dziedziniec, D – mur obronny

Mikołaj Szydłowiecki herbu Odrowąż (ur. I połowa XV wieku, zm. 1476) – polski możnowładca, podstarości i burgrabia krakowski, współdziedzic Szydłowca.

## Rodzina
Mikołaj Szydłowiecki był synem Jakuba Odrowąża Szydłowieckiego i nieznanej z imienia Jastrzębcówny. Brat Stanisława, Piotra i Barbary oraz ośmiu sióstr, których imiona nie są znane.
Księga rodowa Szydłowieckich podaje, że bracia: Mikołaj, Stanisław i Piotr

(...) nierzadko w braterskich wyręczali się obowiązkach na podobieństwo Herkulesa, za Atlanta podtrzymującego sklepienie niebieskie.

W materiałach źródłowych nie wspomniano o tym, czy Mikołaj Szydłowiecki miał żonę i potomstwo.

## Działalność
Król polski Władysław Warneńczyk, na prośbę Mikołaja, Stanisława i Piotra Szydłowieckich, ustanowił doroczny jarmark w dniu św. Zygmunta, przywilejem wydanym 26 sierpnia 1436 w Sandomierzu.
Natomiast Kazimierz Jagiellończyk, na prośbę Mikołaja i Stanisława Szydłowieckich, przeniósł miasto Nowy Szydłowiec oraz wsie: Stary Szydłowiec, Szydłowiecką Wolę, Dynów, Prędocinek, Grabową i Grabowską Wolę, z prawa polskiego na magdeburskie, przywilejem wydanym w Piotrkowie Trybunalskim 13 listopada 1470.

## Funkcje
Mikołaj zostaje mianowany podstarościm krakowskim w 1463, zaś w roku 1466 nabywa za roczną rentę 12 grzywien od Bodzenty z Siedlec burgrabstwo krakowskie. Bodzenta zrzekł się tytułu burgrabiego na korzyść Szydłowieckiego w zamian za odpowiednią sumę pieniędzy.

## Posiadłości
W latach 1470 – 1480 Mikołaj Szydłowiecki oraz jego brat Stanisław przekształcili swą siedzibę na wyspie, budując z kamienia wieżę strażniczą oraz budynek mieszkalny, którego gotyckie mury zachowały się w północnym skrzydle obecnego zamku. Wieżę z murowanym dworem połączyli murem obronnym, który otaczał cały czworokątny dziedziniec. Mikołaj pomagał bratu w rozbudowie zamku do swojej śmierci, czyli do 1476.
Mikołaj Szydłowiecki odziedziczył po swoim ojcu następujące wsie: Pogorzałe, Chlewiska, Skarżysko Książęce oraz Prędocinek. Po śmierci brata Piotra jego część na Szydłowcu przypadła Mikołajowi i Stanisławowi. Piotr zapisał Mikołajowi także posiadłość w Dziurowie, która w 1474 została sprzedana opatowi Mikołajowi z klasztoru świętokrzyskiego. 
Po śmierci Mikołaja Szydłowieckiego, Szydłowiec oraz inne dobra przeszły na własność jego brata Stanisława.